# Célestin De Jong
Célestin de Jong (Olne, 1689 - 24 februari 1760) was een Zuid-Nederlands geestelijke en abt van de benedictijnenabdij van Saint-Hubert.
De Jong trad in 1710 in in de Sint-Hubertusabdij en werd in 1714 tot priester gewijd. Hij werd verkozen tot abt in 1728. Hij was bouwheer van het luxueuze abtenpaleis en de monumentale eretrap daarbinnen werd getooid met griffioenen, afkomstig van het wapenschild van De Jong. Hij leefde in Frankrijk, in Sedan, ver van het politiek gewoel in de abdij. De abdij verkeerde in een chaotische toestand: er was een factie voor het Oostenrijks bestuur van Luxemburg en een factie voor het prinsbisdom Luik. Abt Célestin de Jong gold niet als een goed bestuurder en liet na zijn dood de abdij in financiële moeilijkheden na aan zijn opvolger Nicolas Spirlet.
Hij herwerkte een biografie van Sint-Hubertus van de hand van Cyprien Mareschal (1678), die in 1737 werd uitgegeven als Histoire en abrégé de la vie de saint Hubert.

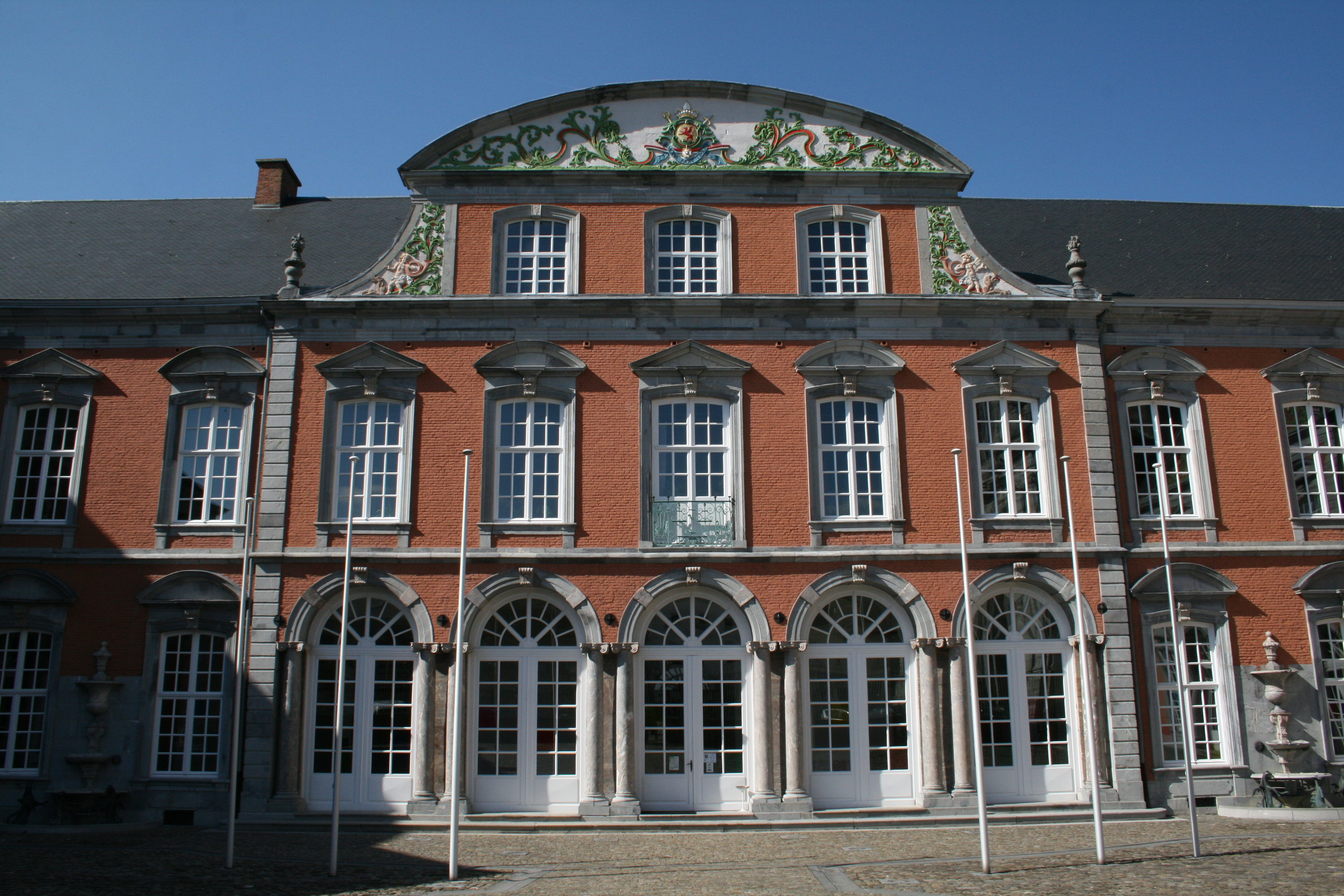
Het abtenpaleis van Saint-Hubert, waarvan De Jong bouwheer was.

- Bibliothèque nationale de France: cb10108269s (data)
- Virtual International Authority File: 100261887